# Andrea Bosman
Andrea Bosman (Eindhoven, 6 augustus 1979) is een Nederlands voormalig professioneel wielrenster. Naast wielrenster is Bosman ergotherapeute. Andrea Bosman deed in 2008 namens Nederland mee aan de Olympische Spelen in Peking, aan de wegwedstrijd. Ze wist geen medailles te behalen.

## Overwinningen
2003
- Profronde van Surhuisterveen

2006
- 3e etappe Ronde van Bretagne

2007
- Omloop van Sneek
- 1e etappe Gracia-Orlová

2008
- Noordwijk Classic
- 1e etappe Ronde van Bretagne
- Ronde van Pijnacker

2009
- 5e etappe Gracia-Orlová
- 3e etappe RaboSter Zeeuwsche Eilanden

## Grote ronden
Giro
- 2001